# Municipio de Forest City (Minnesota)
El municipio de Forest City (en inglés: Forest City Township) es un municipio ubicado en el condado de Meeker en el estado estadounidense de Minnesota. En el año 2010 tenía una población de 653 habitantes y una densidad poblacional de 7,06 personas por km².

## Geografía
El municipio de Forest City se encuentra ubicado en las coordenadas 45°11′43″N 94°25′50″O / 45.19528, -94.43056. Según la Oficina del Censo de los Estados Unidos, el municipio tiene una superficie total de 92.51 km², de la cual 88,65 km² corresponden a tierra firme y (4,17 %) 3,86 km² es agua.

## Demografía
Según el censo de 2010, había 653 personas residiendo en el municipio de Forest City. La densidad de población era de 7,06 hab./km². De los 653 habitantes, el municipio de Forest City estaba compuesto por el 97,86 % blancos, el 0,31 % eran afroamericanos, el 0,61 % eran asiáticos y el 1,23 % eran de una mezcla de razas. Del total de la población el 0,46 % eran hispanos o latinos de cualquier raza.